# Nick Viall
Nick Viall (Milwaukee, Wisconsin,	29 de septiembre de 1980) es una personalidad de televisión y vendedor de software estadounidense quien tuvo un papel protagónico en la temporada 21 de The Bachelor de ABC, luego de terminar segundo en dos temporadas consecutivas de The Bachelorette.

## Primeros años
Viall nació en Waukesha, Wisconsin. El segundo de once hijos, se graduó en 1999 en la Escuela Secundaria Waukesha North, donde corrió pista y campo y ganó la carrera de 800 metros en el Campeonato Estatal de Atletismo WIAA en 1999. Luego asistió a la Universidad de Wisconsin-Milwaukee, donde se desempeñó como capitán del equipo y estableció un récord escolar para el relevo de 3.200 metros.

## Programas de televisión

### The Bachelorette
Viall apareció por primera vez como concursante en el programa de ABC, The Bachelorette en 2014, como uno de los pretendientes de Andi Dorfman. En la primera noche, recibió la primera impresión rosa. En las fechas finales, confesó su amor por Andi como uno de los dos solteros finales, pero se retiró del corazón cuando Andi eligió a Josh Murray para recibir la rosa final.
En 2015, Viall regresó para una segunda oportunidad en la siguiente temporada de The Bachelorette, cuando fue invitado en la cuarta semana en la ciudad de Nueva York con la soltera Kaitlyn Bristowe. Él le pidió que le diera una oportunidad, y ella aceptó su pedido de formar parte del elenco. Al igual que la temporada anterior, llegó a la ceremonia final de la rosa, pero terminó en rechazo a la propuesta cuando Kaitlyn eligió a Shawn Booth.

### Bachelor in Paradise
Viall regresó a programa una vez más como parte de la tercera temporada en Bachelor in Paradise. En el segundo episodio, cuando se le preguntó en una cita por la concursante de la temporada 20 de The Bachelor, Leah Block, Viall aceptó. Posteriormente, Viall le preguntó a su compañera Amanda Stanton sobre una cita, para gran disgusto de Block. Después de que Stanton comenzó una relación con el concursante Josh Murray, Viall salió con Jen Saviano. La relación entre Saviano y Viall parecía progresar bien, con Viall seleccionando un anillo de compromiso con Neil Lane por tercera vez. Sin embargo, en la ceremonia final, Viall dijo: «Quería decir que me enamoré de ti, pero algo en mi corazón acaba de decir que no puedo», lo que no dio lugar a ninguna propuesta.

### The Bachelor
En agosto de 2016, Viall fue anunciado como la estrella de la temporada 21 de The Bachelor en el cuarto episodio de la segunda temporada de Bachelor in Paradise: After Paradise. Fue elegido por ser el favorito de los fanáticos para protagonizar el programa, superando a los contendientes Chase McNary y Luke Pell, ambos de The Bachelorette (temporada 12). En el primer episodio, Viall reveló que tenía treinta mujeres en el programa, en lugar de las veinticinco habituales. Viall se propuso a la concursante Vanessa Grimaldi, maestra de educación especial de Montreal, Canadá, en el final de la temporada. Se separaron el siguiente agosto.

### Dancing with the Stars
Viall se convirtió en concursante en el programa de baile de ABC, Dancing with the Stars, siendo emparejado con la bailarina profesional Peta Murgatroyd, compitiendo junto con otras 11 celebridades, quienes fueron anunciadas por Good Morning America el 1 de marzo de 2017. Fue eliminado de la competencia en una doble eliminación, el 1 de mayo, terminando en el sexto puesto.

## Otros trabajos

### Sleep Stories
En mayo de 2017, Viall grabó un Sleep Story, «La bella durmiente» («Little Briar Rose») de Charles Perrault, para la aplicación de meditación y atención plena Calm.